# Changshouhu
Changshouhu (kinesiska: 长寿湖) är en köping i sydvästra Kina. Den ligger i stadsdistriktet Changshou i storstadsområdet Chongqing, omkring 75 kilometer nordost om det centrala stadsdistriktet Yuzhong. Antalet invånare är 37 839. Befolkningen består av 18 305 kvinnor och 19 534 män. Barn under 15 år utgör 13,0 %, vuxna 15-64 år 71 %, och äldre över 65 år 14,0 %.